# Femme Fatale (canção)
"Femme Fatale" é uma canção da banda norte-americana de rock The Velvet Underground. Aparece em seu álbum de estreia de 1967, The Velvet Underground & Nico, com os vocais principais feitos pela cantora alemã Nico.

## História

### Composição
A música foi composta na tonalidade de Dó maior. A pedido de Andy Warhol, o vocalista Lou Reed compôs a letra com inspiração na musa do Factory, Edie Sedgwick. Segundo Reed, Warhol disse quando questionado sobre o que deveria escrever sobre ela: "Ah, você não acha que ela é uma femme fatale, Lou?".
A música foi gravada com vocais de Nico. O guitarrista Sterling Morrison disse sobre o título:
[Nico] sempre odiou isso. Nico, cujo idioma nativo é minoritariamente francês, dizia "O nome desta música é 'Fahm Fatahl'." Lou e eu cantávamos do nosso jeito. Nico odiava isso. Eu dizia: "Nico, ei, é o meu título, vou pronunciar do meu jeito".

### Gravação e lançamento
"Femme Fatale" foi gravada nos estúdios Scepter em Nova Iorque em abril de 1966, enquanto o estúdio ainda estava em construção. Foi lançada como lado B de "Sunday Morning" em dezembro de 1966. No ano seguinte, foi incluída em seu álbum de estreia, The Velvet Underground & Nico.

### Recepção
O crítico do AllMusic, Mark Deming, achou que "Femme Fatale" estava entre as quatro melhores canções do álbum. O jornalista musical Stephen Davis a chamou de uma bela canção que retrata as tendências vívidas, conflituosas e emocionais [do ano] de 1966.

## Ficha técnica
The Velvet Underground
- Lou Reed – vocais de apoio, guitarra
- John Cale – piano, baixo
- Sterling Morrison – guitarra, vocais de apoio
- Maureen Tucker – percussão

Músicos adicionais
- Nico – vocais

Produção
- Andy Warhol – produtor